# Thymus lacaitae
Thymus lacaitae — вид рослин родини глухокропивові (Lamiaceae), Ендемік Іспанії.

## Опис
Напівчагарник до 20 см заввишки. Стебла повзучі; квіткові стебла підняті, 4–10 см, зазвичай запушені. Листки 5–8 × 0.7–1.1 мм, лінійно-широковерхівкові, плоскі, зазвичай гладкі, з розсіяними жовтуватими сфероїдальними залозами. 
Суцвіття діаметром 7–12 мм, головчасті. Приквітки 4.5–6.5 мм, шириною понад 2.2 мм, яйцювато-загострені або яйцювато-ланцетні, як правило, забарвлені при основі, з волосками на нижній поверхні. Чашечка 4–5 мм; трубка 1.6–2 мм, ±щільно волохата. Вінчик ≈4.5 мм, білий або кремовий. Пиляки пурпурного кольору. Горішки 0.7–0.9 × 0.4–0.6 мм, еліпсоїдні. 2n = 28.

## Поширення
Ендемік Іспанії.
Населяє густі або відкриті чагарникові місцевості на гіпсових або вапнякових субстратах; на висотах 400—900 м н.р.м.